# Anosia erginus
Anosia erginus är en fjärilsart som beskrevs av Frederick DuCane Godman och Osbert Salvin 1897. Anosia erginus ingår i släktet Anosia och familjen praktfjärilar. Inga underarter finns listade i Catalogue of Life.